# 동아교통
동아교통 주식회사(東亞交通 株式會社)는 경기도 수원시의 택시 회사이며 제조사 현대자동차 모두 보유 차종이다.